# Anomala cantori
Anomala cantori – gatunek chrząszcza z rodziny poświętnikowatych, podrodziny rutelowatych i plemienia Anomalini.

## Taksonomia
Gatunek ten został opisany w 1839 przez Fredericka Williama Hope'a (według jednego ze źródeł w 1840), jako Euchlora cantori.

## Opis
Ciało długości od 17 do 25 mm i szerokości od 10 do 14 mm, w obrysie szeroko-owalne, wypukłe, jednolicie ciemnomiedziano ubarwione, z wierzchu gładkie i niekiedy nieco bardziej zielonkawe (według Arrowa nieco bardziej zielonkawe pod spodem). Głowa z przodu gęsto punktowana, o nadustku prawie półokrągłym i delikatnie pomarszczonym. Gęsto punktowane są: przedplecze, tarczka i pokrywy, te ostatnie pozbawione podłużnych rzędów punktów z wyjątkiem przyszwowego. Boki przedplecza z przodu prawie proste, za środkiem silnie zaokrąglone, kąty tyle zaokrąglone, a nasada nieobrzeżona i delikatnie trójfalista. Poprzeczne żłobienia obecne są na pygidium, a słabe punktowanie na środku zapiersia i odwłoka. Boki odwłoka i zapiersia pomarszczone.

## Rozprzestrzenienie
Chrząszcz orientalny, znany z indyjskich stanów Asam, Arunachal Pradesh, Bengal Zachodni, Bihar, Chhattisgarh, Hariana, Karnataka, Madhya Pradesh, Maharasztra, Sikkim, Tamilnadu, Uttar Pradesh i Uttarakhand oraz z Mjanmy lub Tybetu. W środkowo-indyjskim Achanakmar-Amarkantak Biosphere Reserve należy do najmniej licznych Scarabaeidae pleurosticti.